# Elsa Respighi
Elsa Respighi (all'anagrafe Elsa Olivieri Sangiacomo; Roma, 24 marzo 1894 – Roma, 17 marzo 1996) è stata una compositrice, pianista, scrittrice e cantante italiana, regista delle opere musicali del marito Ottorino Respighi.

## Biografia
Trascorse i primi anni di vita a Roma. Poi il padre Arturo Olivieri Sangiacomo, scrittore ed Ufficiale dell'Esercito piemontese, si trasferì a Firenze per ragioni di servizio. In questo periodo, resosi conto delle attitudini musicali della piccola Elsa, la incoraggiò ad intraprendere lo studio del pianoforte. Nel 1903 si stabilì nuovamente a Roma con la famiglia ed iniziò a studiare pianoforte sotto la guida di Clotilde Poce. Dal 1907 proseguì gli studi presso l'Istituto Nazionale di Musica, diretto da Pietro Mascagni, che di lei ebbe a dire: "Questa bambina farà parlare di sé". In questi anni mentre studiava musica e pianoforte iniziò a coltivare il sogno di diventare compositrice. Nel 1908 vinse il concorso per frequentare il corso di pianoforte al Conservatorio di Santa Cecilia.
Durante l'espletamento del concorso il suo talento musicale fu notato dal celebre musicista Giovanni Sgambati, che si offrì di prepararla gratuitamente per due lezioni settimanali per due anni. Successivamente egli stesso la preparò per il debutto all'Ambasciata Russa, che però non ebbe mai luogo a causa di una nevrite acuta all'avambraccio destro che pregiudicò per sempre la sua carriera di pianista. Ma poiché, come suol dirsi in certi casi, "non tutti i mali vengono per nuocere", in seguito si iscrisse ai corsi di Armonia, Fuga e Composizione, diventando così alunna e poi moglie del giovane compositore Ottorino Respighi, mentre questi insegnava a Santa Cecilia.
La Olivieri Sangiacomo ha confessato di essersi innamorata di lui a prima vista e Respighi di essersi innamorato di lei in occasione del successo riportato dall'allieva durante il saggio di composizione e di averle chiesto di sposarlo pochi giorni dopo. Il matrimonio ebbe luogo all'inizio del 1919, anno in cui la Olivieri Sangiacomo interruppe la sua carriera di compositrice per sostenere il marito nel suo impegnativo lavoro. Negli anni precedenti il matrimonio la Olivieri Sangiacomo, su consiglio della madre, aveva affiancato allo studio della composizione anche quello del canto, ma lo interruppe prima di raggiungere il successo.
Dopo il matrimonio lo riprese preparandosi in un repertorio, che spaziava dal Cinquecento italiano fino alla canzone popolare, passando per la lirica novecentesca di Respighi. Gli anni successivi al matrimonio diventarono così per i coniugi Respighi anni di felicità e di successo, perché li videro impegnati in Italia e all'estero in una serie di concerti e tournée, ovunque amati ed ammirati dal pubblico per la loro bravura musicale e canora. Morto il marito (1936), Elsa riprese la sua carriera di compositrice interrotta nel 1919 e portò a termine alcune sue opere incompiute.
Contemporaneamente s'impegnò come scrittrice, regista teatrale delle opere del marito e per finire come scopritrice di talenti, come il giovane violinista Uto Ughi. Il Catalogo delle composizioni di Elsa Olivieri Sangiacomo, redatto dal musicologo respighiano Potito Pedarra, annovera 40 composizioni ed è interamente consultabile nel volume citato nella bibliografia, oltre che nel n. 10 della rivista  Civiltà Musicale, Rosetum, Milano, 1997. Non è escluso che in futuro possano essere scoperte ancora altre composizioni non ancora catalogate.

### Una personalità culturale
L'attore e regista teatrale Leonardo Bragaglia, che conobbe bene Elsa Respighi, perché con la sua collaborazione scrisse e nel 1978 pubblicò presso l'editore Bulzoni di Roma Il teatro di Respighi, ha tracciato il suo profilo culturale con queste parole:
A ciò bisogna aggiungere che Elsa aveva appreso dalla madre la lingua spagnola.

### Una "piccola voce"
In seguito al matrimonio con Respighi, la Olivieri Sangiacomo abbandonò la sua attività di compositrice e di pianista e diede vita col marito ad un sodalizio artistico, che la portò ad interpretare con la sua voce di mezzosoprano la lirica respighiana. Durante questa attività di collaborazione col marito, che precedentemente aveva svolto la sua attività di concertista accompagnando al pianoforte la cantante torinese Chiarina Fino-Savio, Elsa dimostrò di avere una voce che lei scherzosamente definì una "piccola voce" per significare che non aveva la potenza dei mezzosoprani di successo di quel tempo (Gabriella Besanzoni, Fanny Anitúa, Ernestina Schumann-Heink). Certo è che Elsa senza ricorrere a nessun artificio tecnico da scena conquistò il suo pubblico e il marito la convinse ad intraprendere con lui e con il violinista Mario Corti  una tournée di concerti di musica da camera.
Il successo avuto prima a Roma e successivamente a Praga, Brno e Vienna e negli Stati Uniti fu tale che nel giro di un decennio (1921-1931) Elsa si esibì in ben trecento concerti, accompagnata quasi sempre al pianoforte dal marito, di cui era diventata la musa ispiratrice.

### Una scrittrice di carriera
Durante la sua vita Elsa Respighi è stata soprattutto una valente compositrice; tuttavia a partire dal 1950, avendo ereditato dal padre la passione per la letteratura, iniziò a impegnarsi anche in campo letterario. Pubblicò, così, nel 1954 prima la biografia del marito presso la casa editrice Ricordi di Milano e successivamente il romanzo Venti lettere a Mary Webs, in cui dimostrò di essere una scrittrice che aveva saputo rendersi indipendente dall'ambiente musicale nel quale era cresciuta e si era formata come compositrice, creando uno dei personaggi femminili più discussi della letteratura italiana del Novecento. Nel 1976 pubblicò il libro di novelle intitolato Vita con gli uomini, seguito da Cinquant'anni di vita nella musica, che è contemporaneamente un compendio della biografia del marito e al tempo stesso della storia di cinquant'anni di spettacolo musicale. Infine come scrittrice affiancò Leonardo Bragaglia nella stesura del volume Il teatro di Respighi: opere, balli e balletti (Roma, Trevi, 1978).

## Attività teatrali
Elsa Respighi nell'arco della sua lunga vita sentì e coltivò molte grandi passioni. Tra queste vi fu senz'altro quella per il teatro, che manifestò sin da giovane; passione che con gli anni diventò passione per la regia teatrale. Perciò dopo un periodo di apprendistato all'inizio della grande guerra come organizzatrice di spettacoli per soldati mentre si rendeva utile come crocerossina, arrivò per lei il periodo della grande stagione teatrale allorché fu coinvolta sia da Respighi che da Guastalla nell'attività teatrale di successo. Risalgono a questi anni appunto i suoi interventi per allestire le rappresentazioni teatrali di opere quali La fiamma, La campana sommersa, e ancor più Lucrezia e Maria Egiziaca. Ebbe così l'opportunità di avere contatti con maestri della regia teatrale di grande statura quali Adolphe Appia, Max Reinhardt e la valente allieva Margherita Wallmann.

## Scopritrice di talenti
Elsa Respighi visse una vita eccezionalmente ricca di interessi culturali oltrepassando, al pari della madre, i cento anni di età. Uno dei tratti caratteristici della sua poliedrica personalità artistica e culturale fu senz'altro la capacità di scoprire precocemente talenti artistici. Sotto questo aspetto si deve a lei la scoperta precoce ed in parte la formazione di talenti quali Ferruccio Tagliavini, Antonietta Stella, Uto Ughi ed altri ancora.

## Un confronto di Alberto Gasco
Il musicologo Alberto Gasco in un articolo assai celebre, scritto in stile narrativo, pubblicato su Musica d'Oggi nel 1920,intitolato Una musicista italiana, dopo aver rievocato l'esordio musicale di Elsa Olivieri Sangiacomo avvenuto anni prima a Roma al Liceo musicale di Santa Cecilia, alla fine conclude facendo tra i due coniugi musicisti questo confronto:
(Alberto Gasco)

## Un amore così grande
Vi bacio le mani benedette che gli furono devote fino al sacrificio intero e oltre.»
(Gabriele D'Annunzio)
Elsa nutrì nei confronti del marito Maestro "un amore così grande" da oltrepassare la morte sin dal primo giorno che lo vide passare per la prima volta sostando sulla soglia della sua classe al Conservatorio di Santa Cecilia a Roma. Di quest'amore fuori dal comune, che legò i due coniugi Respighi, nell'arte come nella vita, sono rimaste tracce significative nei diari della moglie e negli scritti di molti respighiani quali Nerio Pasti, Alberto Gasco, Leonardo Bragaglia ed in alcuni documenti conservati nell'Archivio respighiano personale di Potito Pedarra. Infatti, l'unione di Elsa e Ottorino - secondo il Pasti - trascese il piano affettivo ed investì il fenomeno artistico, non solo durante la loro vita sentimentale, ma ciò che è più ammirevole anche dopo la scomparsa del grande compositore.
Ottorino ed Elsa Respighi sono sepolti insieme nel cimitero monumentale della Certosa di Bologna.
Il sarcofago si trova nel Campo Carducci, lato ovest, al numero 12/2, vicino al monumento a Giosuè Carducci.

## I carteggi
Nel corso della sua lunga vita e dei suoi innumerevoli viaggi, Elsa Respighi Olivieri Sangiacomo restò in contatto con parenti, amici e conoscenti attraverso una ricca corrispondenza; gran parte delle lettere sono attualmente custodite in diversi istituti pubblici – come l’Archivio Storico Ricordi, la Fondazione “Giorgio Cini” di Venezia e l’Archivio di Stato di Milano – spesso frammiste alla documentazione del marito Ottorino Respighi.
In questi archivi la consultazione è libera e gratuita e numerose missive sono disponibili online.
Archivio Storico Ricordi
L’Archivio Storico Ricordi custodisce oltre duecento lettere da lei prodotte e altrettante nelle quali è destinataria. La natura di questi carteggi è molteplice: ringraziamenti, informazioni, critiche sulle rappresentazioni teatrali, viaggi, ecc. Tra queste, consultabile sul sito online dell’archivio, è presente una lettera del 12 maggio 1936 indirizzata a Giulio Ricordi dopo la morte del marito, in cui Elsa esprime tutto il suo dolore per la recente perdita, facendo trasparire un amore incondizionato verso il Maestro Respighi.
In una successiva lettera del 29 agosto 1943 indirizzata a Guido Valcarenghi, a seguito dei bombardamenti a Milano dell'estate del '43, Elsa Respighi si preoccupa delle condizioni della sede di Casa Ricordi sita in Via Berchet 2, ripercorrendo sensazioni e abitudini che era solita a provare quando si trovava nella sede milanese.
Nel dicembre del 1944, Elsa Respighi indirizzò una lettera a Valcarenghi in cui descrive la condizione dell’Italia a seguito della Seconda Guerra Mondiale; aggiunse preoccupata: ‹‹ Che sarà di noi? E della nostra disgraziata Italia? E dell’arte nostra?! ››.
Vista la cospicua quantità di carteggi di cui è mittente, le lettere diventano quindi mezzi fondamentali per ricostruire gli spostamenti di Elsa dovuti ai continui viaggi grazie all’indicazione in ogni lettera della data e del luogo da cui scrive, approfondendo momenti di vita in parte descritti anche nelle sue biografie.
Sul sito dell’Archivio Storico Ricordi è possibile prendere visione delle relative trascrizioni dove, grazie alla digitalizzazione di esse, è stata realizzata l’indicizzazione dei nomi, dei teatri e delle opere, favorendo una ricerca sistematica di tutta la documentazione conservata nell’istituto che riguarda una determinata figura, struttura teatrale o composizione.

## Opere
- Elsa Respighi, Ottorino Respighi – Dati biografici ordinati da Elsa Respighi, Milano, Ricordi, 1954.
- Elsa Respighi, Cinquant'anni di vita nella musica, Padova, Rebellato, 1976.
- Elsa Respighi, Cinquant'anni di vita nella musica, Roma, Trevi, 1978.